# Cercle de Bir Gandouz
Pour les articles homonymes, voir Bir Gandouz.
Le cercle de Bir Gandouz est une circonscription administrative marocaine situé dans la province d'Aousserd, au sein de la région de Dakhla-Oued Ed Dahab. Son chef-lieu se trouve dans le caïdat éponyme.
Il n'est composé que d'un caïdat regroupant seulement une commune rurale et a connu, de 1994 à 2004 (années des derniers recensements), une hausse de population, passant de 253 à 3 894 habitants.

## Administration et politique

### Découpage territorial
| Caïdat      | Nombre de communes | Communes    | Population en 1994 (hab.) | Population en 2004 (hab.) |
| ----------- | ------------------ | ----------- | ------------------------- | ------------------------- |
| Bir Gandouz | 1                  | Bir Gandouz | 253                       | 3 894                     |